# バルシュ (アルバニア)
バルシュ（アルバニア語: Ballsh）はアルバニアのフィエル州の町である。2015年にマラカスタル基礎自治体の町の一つになった。2023年に人口は4,944人だった。

## 出来事
バルシュはブリスの近くにある。ブリスはイリュリアの支配下の時代の都市だった。586年にスラヴ民族がブリスに侵入した。これから教会はバルシュに移動し、新しい教会堂が建てられた。
2015年にマラカスタル基礎自治体の町に一つになった。

## 人口
2011年に町の人口は7,657人だった。12年間の後に町は4,944人がいた。

## 経済
かつてタツィ油のARMO（アニカ・メルキュリア製油所関連会社、英語: Anika Mercuria Refinery Associated Oil）は製油所を営んだ。2013年にヒーニー・アセッツ・コーポレーションというアゼルバイジャンの会社にARMOを売った。
サッカークラブはFKブリスである。